# Urocitellus brunneus
Urocitellus brunneus är en däggdjursart som först beskrevs av Arthur H. Howell 1928.  Urocitellus brunneus ingår i släktet Urocitellus och familjen ekorrar.

## Underarter
Catalogue of Life listar två underarter:
- Urocitellus brunneus brunneus (A. H. Howell, 1928)
- Urocitellus brunneus endemicus (Yensen, 1991)

## Taxonomi
Arten har tidigare förts till släktet sislar (Spermophilus), men DNA-analys har visat att denna och vissa närstående arter är parafyletiska med avseende på präriehundar, släktet Ammospermophilus och murmeldjur, varför de har förts till det egna släktet Urocitellus.

## Utseende
Arten blir 209 till 258 mm lång (huvud och bål) och hanar är vanligen lite större än honor. Urocitellus brunneus har en 39 till 65 mm lång svans och 13 till 18 mm långa öron. Vikten varierar beroende på årstid mellan 109 och 258 g. Pälsen bildas av gulvita hår med röda band samt av några svarta hår vad som ger ett mörkt rödgrå utseende. Kring ögonen förekommer ljusare ringar. Unga individer byter pälsen under maj eller juni och hos äldre individer förekommer inget tydligt pälsbyte. Tandformeln är I 1/1 C 0/0 P 2/1 M 3/3, alltså 22 tänder.

## Utbredning och habitat
Denna sisel förekommer med flera mindre och från varandra skilda populationer i Idaho och angränsande områden av Oregon (USA). Arten lever i kulliga områden och bergstrakter mellan 670 och 1550 meter över havet. Habitatet utgörs av blandskogar, buskskogar och bergsängar.

## Ekologi
Arten håller vinterdvala och vaknar i januari eller februari när snön börjar smälta. Under våren stannar den ofta i boet. Vid skyddade platser kan den mellan mars och augusti observeras utanför boet.
Urocitellus brunneus har tre olika sorter av underjordiska tunnelsystem. Enkla jordhålor (en tunnel) för tillfällig vistelse, ett system där honorna föder sina ungar och ett system för vinterdvalan. Boet för vinterdvalan har bara en gång med ett större hålrum vid slutet. Det mest komplexa systemet har 2 till 13 tunnlar, 3 till 11 utgångar och upp till 7 kamrar för olika ändamål. De djupaste delarna av boet ligger 50 till 120 cm under markytan.
Hanar och honor är aktiva på dagen och lever utanför parningstiden ensam. De har höga läten för att varna artfränder som lever i samma region för fiender. Typiska predatorer är rovfåglar och rovdjur som nordamerikansk grävling (Taxidea taxus). Denna sisel äter olika växtdelar som frön, gräs, blad, blommor, rötter och rotfrukter. I mindre mått ingår insekter i födan. Under hösten äter arten många frön för att bilda ett fettskikt.
Honor är parningsberedda kort efter att de vaknade från vinterdvalan. Hanar vaknar vanligen en eller två veckor tidigare för att vara på plats när parningstillfället finns. Under denna tid dödas många hanar på grund av att de måste vandra över öppen terräng för att komma fram till honans bo. Efter 50 till 52 dagar dräktighet föder honan 2 till 7 ungar (5,2 i genomsnitt). Ungarna diar sin mor cirka tre veckor. Honor blir efter ett och hanar efter två år könsmogna. Bara 10 till 25 procent av ungarna överlever första vintern. Även hälften av de vuxna djuren dör under den kalla årstiden.

## Status
Urocitellus brunneus hotas främst av habitatförstörelse. De gräsarter som föredras av siseln och som var vanliga i utbredningsområdet har i större skala ersatts av annat gräs som är lämpligare för betesdjur. Arten har ett begränsat och splittrat utbredningsområde. Att jaga sislar var under nybyggarnas tid en vanlig sport men för dessa aktiviteter blev stränga jaktkvoter inrättad. På grund av de nämnda hot och av den allmänna höga dödligheten listas arten av IUCN som starkt hotad (endangered).